# Xiphidiola
Xiphidiola is een geslacht van rechtvleugeligen uit de familie sabelsprinkhanen (Tettigoniidae). De wetenschappelijke naam van dit geslacht is voor het eerst geldig gepubliceerd in 1906 door Bolívar.

## Soorten
Het geslacht Xiphidiola omvat de volgende soorten:
- Xiphidiola aliquantula Karsch, 1893
- Xiphidiola concolor Bolívar, 1906
- Xiphidiola congica Beier, 1965
- Xiphidiola dispersa Beier, 1965
- Xiphidiola exorbitans Beier, 1965
- Xiphidiola hokei Naskrecki, 2008
- Xiphidiola ituriensis Rehn, 1914
- Xiphidiola kivuensis Beier, 1965
- Xiphidiola lobaticerca Naskrecki, 2008
- Xiphidiola pulchra Beier, 1967
- Xiphidiola quadrimaculata Karny, 1911
- Xiphidiola rhodei Beier, 1965